# Lone Ranger (serie animata)
Lone Ranger è una serie televisiva a disegni animati western statunitense, prodotta nel 1980 dalla Filmation (in coproduzione con la "Lone Ranger Television, inc.") e composta di 2 stagioni: 16 episodi da 20 minuti nella prima, 12 da 10 minuti nella seconda.
Si basa sui personaggi creati da George W. Trendle nel 1933, ispirati al mito di Zorro e Robin Hood.
I protagonisti sono Lone Ranger, ranger solitario, e il suo amico Tonto, un silenzioso nativo americano, impegnati a far rispettare la legge nei territori anarchici del selvaggio west.

## Sinossi
Questo cartone narra le avventure di Lone Ranger, il ranger solitario, un cowboy dal viso coperto da una maschera, e del suo amico Tonto, che cavalcano vagabondando per il selvaggio west, raddrizzando i torti e consegnando i colpevoli alla giustizia. Le loro avventure si svolgono nel periodo cosiddetto "era della ricostruzione", un'era di industrializzazione, un periodo di pace ma anche di anarchia, pieno di lestofanti, caporioni e sfruttatori. Lone Ranger e Tonto riportano la giustizia per ogni dove passano, facendo uso solo di armi come intuito, astuzia e della loro perizia nella vita di frontiera, ricorrendo alle pistole e altre armi da fuoco soltanto nelle situazioni ineludiubili.
Al termine dell'avventura, prima di andarsene via sul suo cavallo Silver, il ranger regala una pallottola d'argento a quegli uomini coraggiosi che hanno lottato al suo fianco, che soltanto ora, mentre se ne sta andando, si domandano quale fosse il nome di quell'eroe.
La colonna sonora si costituisce di alcuni brani musicali composti appositamente, oltre a quello che è il classico motivo delle apparizioni televisive di Lone Ranger, la carica della cavalleria tratta dall'opera di Gioachino Rossini: Guglielmo Tell. Anche questa serie Filmation ha inserite delle morali all'epilogo, nelle quali Lone Ranger, o Tonto, parla delle innovazioni tecniche e sociali di cui è stato testimone nel corso della puntata.

## Episodi
Stagione 1
1. Hanga, il mostro della notte
2. Complotto a Yellowstone
3. La fuga
4. La grande gara delle mongolfiere
5. Complotto contro il presidente
6. Big Jack
7. Oro nero
8. Il manoscritto scomparso
9. La miniera d'argento
10. La valle dell'oro
11. Lo spettacolo del selvaggio West
12. La puledra nera
13. Il rinnegato
14. Corsa alla terra
15. Vuoto di memoria
16. Il fuggiasco

Stagione 2
1. Photo Finish
2. Viva il circo!
3. Una terribile siccità
4. I carri fantasma
5. Il grande tradimento del treno
6. Un'evasione esplosiva
7. La retata
8. Prima pagina
9. Un disastro provocato
10. Lo zaffiro del Nepal
11. Divieto di cavalcare
12. il lungo viaggio